# ふゆびより
「ふゆびより」は、日本のシンガーソングライター、佐々木恵梨の3rdシングルである。2018年1月24日に5pb.Recordsより発売された。

## 概要
表題曲「ふゆびより」はテレビアニメ『ゆるキャン△』のエンディングテーマとして起用された。作詞・作曲は佐々木恵梨。冬の朝を感じさせる静かな曲であり、一人で旅をすることが好きな少女の心の変化を歌っている。
販売形態はキャンプ盤（アニメ盤）と通常盤の2つの仕様がある。キャンプ盤にはDVDの特典映像として「ふゆびより」のミュージックビデオと、佐々木恵梨の冬のソロキャンプの映像が収録されているほか、テレビアニメのキャラクターデザインを担当したアニメーターの佐々木睦美による志摩リン描き下ろしイラストの帯が付随する仕様となっている。カップリング曲は「YURUSU」と「Time To Wake Up』の2曲。
『ゆるキャン△』の話が来たとき、原作を知らなかった佐々木は作品の「ゆるいキャンプ」というイメージから詞を書き上げて、デモを作って送ったところ、そのままエンディングに採用された。京極義昭監督からは曲のイメージについて何も言っていないのになぜ分かったのかと驚かれたという。その後原作を読み込んで歌詞を完成させ、アレンジではいくつかの細部に自然を意識したサウンド作りを、レコーディングの際はゆるくピースフルな歌声を心がけた。しかし、ミュージックビデオと特典の冬のキャンプ映像の撮影は同時進行で行われたため、寒さと睡眠不足のために過酷であったとも語っている。
同年3月21日に発売された『ゆるキャン△』のオリジナル・サウンドトラックでは、「ふゆびより」のテレビサイズ版に加えて、第1話で使用されたギターによる弾き語りバージョンも収録されている（初収録）。
2021年1月6日には「ふゆびより」の制作過程およびケルティックバージョンがYouTubeにて公開されている。
その後、2021年6月16日に発売されたセカンドアルバム『Colon』に、3曲ともに収録された。

## 収録曲
| #         | タイトル                                            | 作詞                 | 作曲・編曲           | 時間  |
| --------- | --------------------------------------------------- | -------------------- | -------------------- | ----- |
| 1.        | 「ふゆびより」(テレビアニメ『ゆるキャン△』EDテーマ) | 佐々木恵梨           | 佐々木恵梨・中村ヒロ | 4:37  |
| 2.        | 「YURUSU」                                          | 佐々木恵梨           | 坂本秀一             | 3:29  |
| 3.        | 「Time To Wake Up」                                 | 佐々木恵梨・中村ヒロ | 佐々木恵梨・中村ヒロ | 4:16  |
| 4.        | 「ふゆびより（off vocal）」                         |                      |                      | 4:37  |
| 5.        | 「YURUSU（off vocal）」                             |                      |                      | 3:29  |
| 6.        | 「Time To Wake Up（off vocal）」                    |                      |                      | 4:16  |
| 合計時間: | 合計時間:                                           | 合計時間:            | 合計時間:            | 24:44 |

| #  | タイトル                                           | 作詞 | 作曲・編曲 |
| -- | -------------------------------------------------- | ---- | ---------- |
| 1. | 「ふゆびより」(ミュージック・ビデオ)               |      |            |
| 2. | 「佐々木恵梨のソロキャンプ」(ドキュメンタリー映像) |      |            |

## 収録アルバム
| 曲名            | アルバム  | 発売日        | 備考               |
| --------------- | --------- | ------------- | ------------------ |
| ふゆびより      | 『Colon』 | 2021年6月16日 | スタジオ・アルバム |
| YURUSU          | 『Colon』 | 2021年6月16日 | スタジオ・アルバム |
| Time To Wake Up | 『Colon』 | 2021年6月16日 | スタジオ・アルバム |